# 法国左翼
法国左翼（法語：Gauche française）是指法国的共产主义者、社会主义者、社会民主主义者、民主社会主义者和无政府主义者等政治力量。该术语起源于1789年的法国国民议会，当时支持革命的一派坐在议会左侧，因此得名“左翼”。19世纪，“左翼”主要指支持共和制的人，而“右翼”则多指支持君主制的人。
20世纪初，法国左翼主要由两个政党代表：共和激进和激进社会党，以及1905年由多个马克思主义政党合并而成的工人国际法国支部。
在1917年俄国革命和1919年德国斯巴达克同盟起义之后，工人国际法国支部于1920年的图尔代表大会上分裂为改良派和革命派，革命派随后建立共产国际法国支部（现称法国共产党）。

## 法国现存左翼政党
- 布列塔尼民主联盟（英语：Breton Democratic Union）
- 布列塔尼运动和进步（英语：Brittany Movement and Progress）
- 喀里多尼亚联盟
- 公民与共和运动
- 留尼汪共产党
- 共产党人革命党
- 法国革命共产党
- 去殖民化和社会解放运动
- 生态主义党（英语：Ecologist Party）
- 一起！
- 生态主义者—欧洲生态绿党
- 巴斯克团结（英语：Eusko Alkartasuna）
- 法国共产党
- 世代·s
- 瓜德罗普共产党
- 圭亚那社会党
- 独立工人党
- 卡纳克和社会主义民族解放阵线
- 卡纳克社会主义解放
- 不屈法国
- 劳动党 (新喀里多尼亚)
- 左翼党
- 工人斗争
- 马提尼克共产党
- 马列主义共产主义组织—无产阶级道路
- 美拉尼西亚进步联盟
- 进步人士运动
- 新反资本主义党—反资本主义者
- 新反资本主义党—革命者
- 新政（英语：New Deal (France)）
- 奥克西坦党
- 大洋洲民主联盟
- 科西嘉民族党
- 卡纳克解放党
- 为了瓦利斯和富图纳人民联盟（英语：People's Union for Wallis and Futuna）
- 公共广场
- 法国共产主义复兴极点
- 瓜德罗普进步民主党（英语：Progressive Democratic Party of Guadeloupe）
- 进步人士（英语：The Progressives）
- 左翼激进党
- 革新喀里多尼亚联盟
- 不断革命
- 共和与社会主义左翼
- 加泰罗尼亚共和左翼
- 革命左翼
- 社会党
- 进步领土
- 联合瓜德罗普、团结和责任（英语：United Guadeloupe, Solidary and Responsible）
- 瓦尔瓦里（英语：Walwari）
- 法国工人共产党
- 圭亚那土地